# Grabkapelle (Greding)
Grabkapelle ist ein Wohnplatz der Stadt Greding im Landkreis Roth (Mittelfranken, Bayern).
Die Grabkapelle liegt westlich der Bundesautobahn 9. Er ist benannt nach der Grabkirche St. Magdalena. An dieser Kirche wurde ein Krankenhaus gebaut, welches bis Mitte der 1990er Jahre betrieben wurde, und das Caritasaltenheim St. Magdalena. Im 20. Jahrhundert wurden hier die Autobahnpolizei Greding, die mittlerweile geschlossen ist, die Autobahnmeisterei Greding, die Autobahnraststätte Greding West und ein McDonald’s, der zu den umsatzstärksten in Deutschland gehört, errichtet.

## Einwohnerentwicklung
- 1840: 3 Einwohner[2]
- 1852: 3 Einwohner[3]
- 1861: 6 Einwohner[4]
- 1871: 12 Einwohner[5]
- 1885: 20 Einwohner[6]
- 1900: 18 Einwohner[7]
- 1925: 13 Einwohner[8]
- 1950: 31 Einwohner[9]